# Bella y Bestia
Bella y Bestia é uma telenovela mexicana, produzida pela Televisa e exibida pelo El Canal de las Estrellas entre 31 de janeiro e 13 de junho de 1979.
Foi uma mini telenovela semanal exibida nas quartas feiras às 17:30.

## Elenco
- Tira Romero
- Carlos Ancira
- Bertha Moss
- Fernando Luján